# Lauren Stephens
Lauren Stephens (Mesquite, 28 de diciembre de 1986) es una ciclista profesional estadounidense. Debutó como profesional a mediados del 2013 tras destacar, desde 2010, en diversas pruebas principalmente amateurs, de Estados Unidos. Su primera carrera profesional en Europa fue el Giro de Italia Femenino 2013.

## Palmarés
2014
- Joe Martin Stage Race Women

2015
- 1 etapa del Tour Femenino de San Luis
- Joe Martin Stage Race Women, más 1 etapa
- 1 etapa del Tour de Gila
- 1 etapa del Tour Cycliste Féminin International de l'Ardèche

2016
- 1 etapa del Tour Femenino de San Luis
- 1 etapa de la Joe Martin Stage Race Women

2017
- Chrono Gatineau
- Winston Salem Cycling Classic
- 2.ª en el Campeonato de Estados Unidos Contrarreloj
- 1 etapa del Tour de Turingia femenino
- 1 etapa del Tour Cycliste Féminin International de l'Ardèche

2018
- 2.ª en el Campeonato Panamericano Contrarreloj

2020
- Tour Cycliste Féminin International de l'Ardèche

2021
- Campeonato de Estados Unidos en Ruta

2022
- 3.ª en el Campeonato de Estados Unidos en Ruta

2023
- Joe Martin Stage Race Women, más 1 etapa
- 2.ª en el Campeonato de Estados Unidos Contrarreloj
- Juegos Panamericanos en Ruta

2024
- Clásica de Almería
- 1 etapa del Tour de Normandía
- Tour de Gila, más 2 etapas
- 2.ª en el Campeonato Panamericano Contrarreloj
- Campeonato Panamericano en Ruta

2025
- Tour de Gila, más 3 etapas
- Tour de Bloom, más 3 etapas
- 2.ª en el Campeonato de Estados Unidos en Ruta

## Resultados en Grandes Vueltas y Campeonatos del Mundo
Durante su carrera deportiva ha conseguido los siguientes puestos en las Grandes Vueltas femeninas y en los Campeonatos del Mundo en carretera:
| Carrera              | Carrera              | 2013 | 2014 | 2015 | 2016 | 2017 | 2018 | 2019 | 2020 | 2021  | 2022 | 2023 | 2024 |
| -------------------- | -------------------- | ---- | ---- | ---- | ---- | ---- | ---- | ---- | ---- | ----- | ---- | ---- | ---- |
|                      | Giro de Italia       | 47.ª | —    | —    | —    | —    | Ab.  | —    | —    | Ab.   | —    | 47.ª | —    |
|                      | Tour de l'Aude       | X    | X    | X    | X    | X    | X    | X    | X    | X     | X    | X    | X    |
|                      | Tour de Francia      | X    | X    | X    | X    | X    | X    | X    | X    | X     | —    | —    | —    |
| Mundial en Ruta      | Mundial en Ruta      | —    | —    | Ab.  | 83.ª | 61.ª | —    | —    | 11.ª | 106.ª | Ab.  | 18.ª | 31.ª |
| Mundial Contrarreloj | Mundial Contrarreloj | —    | —    | —    | —    | 8.ª  | —    | —    | 9.ª  | —     | —    | 22.ª | 37.ª |

—: no participa

Ab.: abandono

X: ediciones no celebradas

## Equipos
- Team TIBCO (2013[3] -2017)
  - Team TIBCO-To The Top (2013[3]-2014)
  - Team TIBCO-SVB (2015-2017)
- Cylance Pro Cycling (2018)
- TIBCO-SVB (2019-2024)
  - Team TIBCO-SVB (2019-2021)
  - EF Education-TIBCO-SVB (2022-2023)
- Cynisca Cycling (2024)